# Burgstelle Schloßberg (Dettingen)
Burgstelle Schlossberg, auch Burg Dettingen genannt, bezeichnet eine abgegangene Höhenburg am westlichen Ortsrand über dem westlichen Ufer der Lauter auf dem Schlossberg bei der Gemeinde Dettingen unter Teck im Landkreis Esslingen in Baden-Württemberg.

## Geschichte
Die ehemalige Burg wurde vermutlich im 13. Jahrhundert erbaut und um 1233 erwähnt. Als ehemalige Besitzer werden die Ministerialen von Teck genannt. Die Burg wurde 1525 niedergebrannt. Es sind nur noch Reste des Halsgrabens zu sehen.

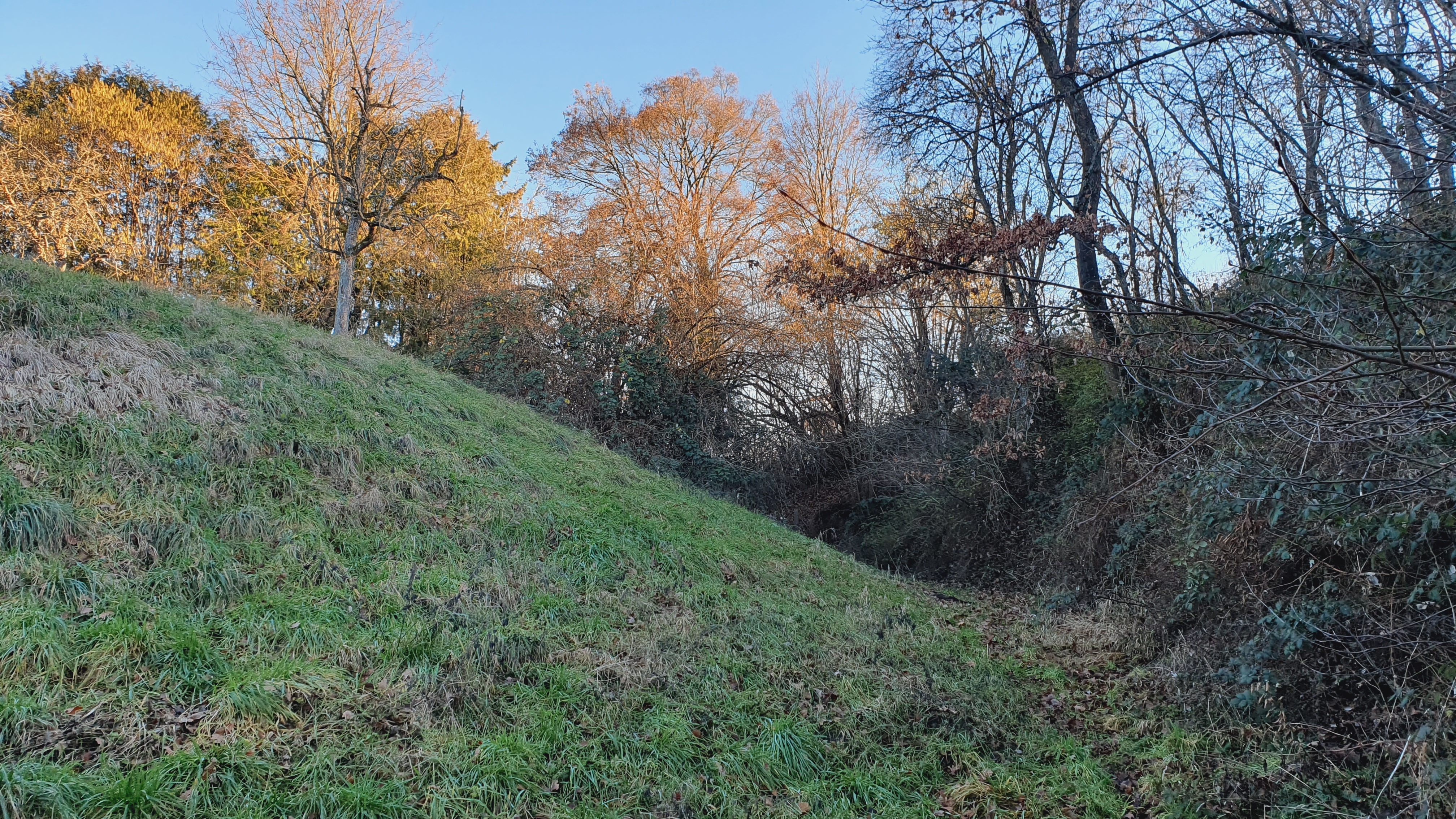
Burghügel und Burggraben
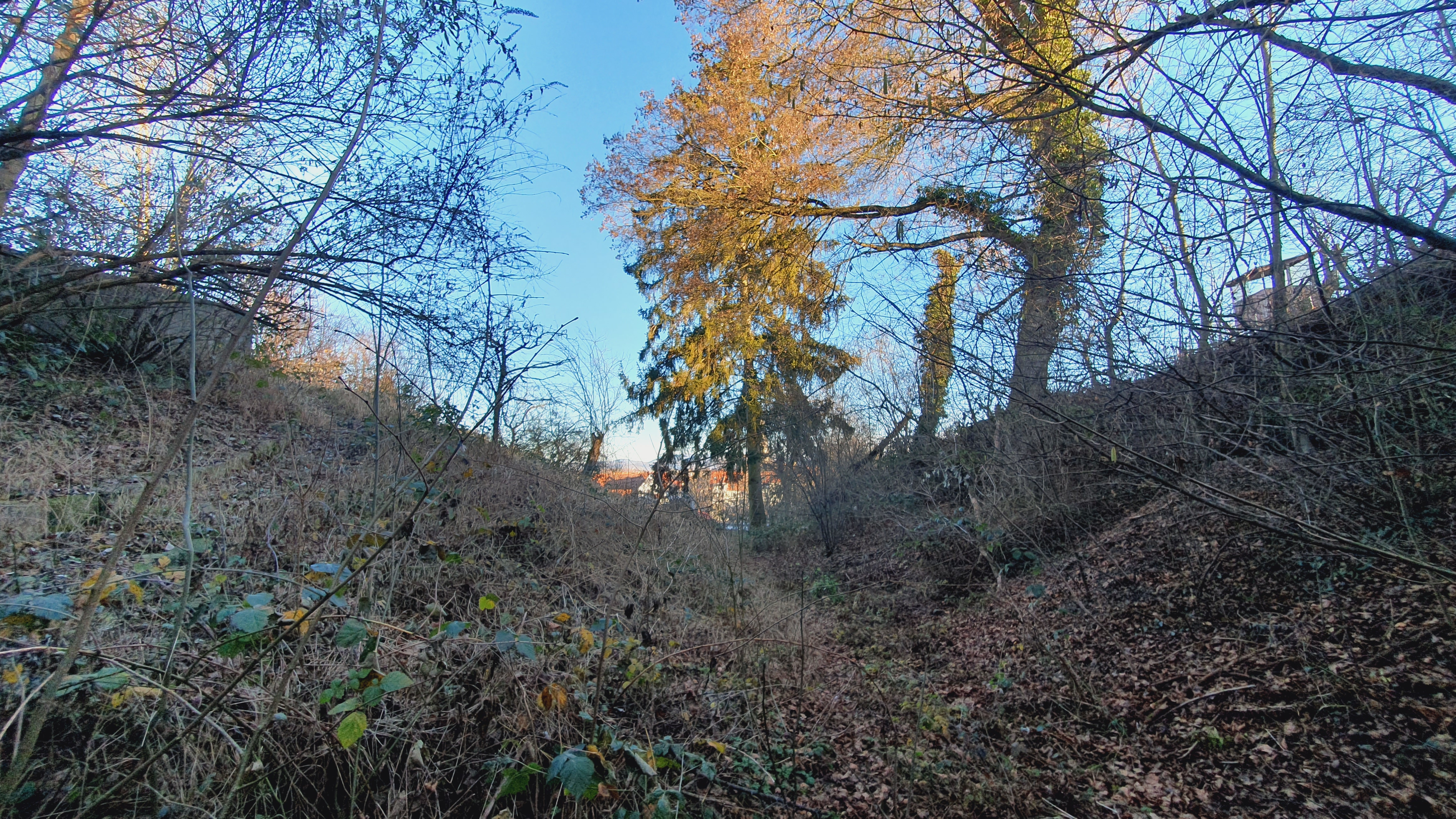
Der noch sichtbare Teil des Burggrabens
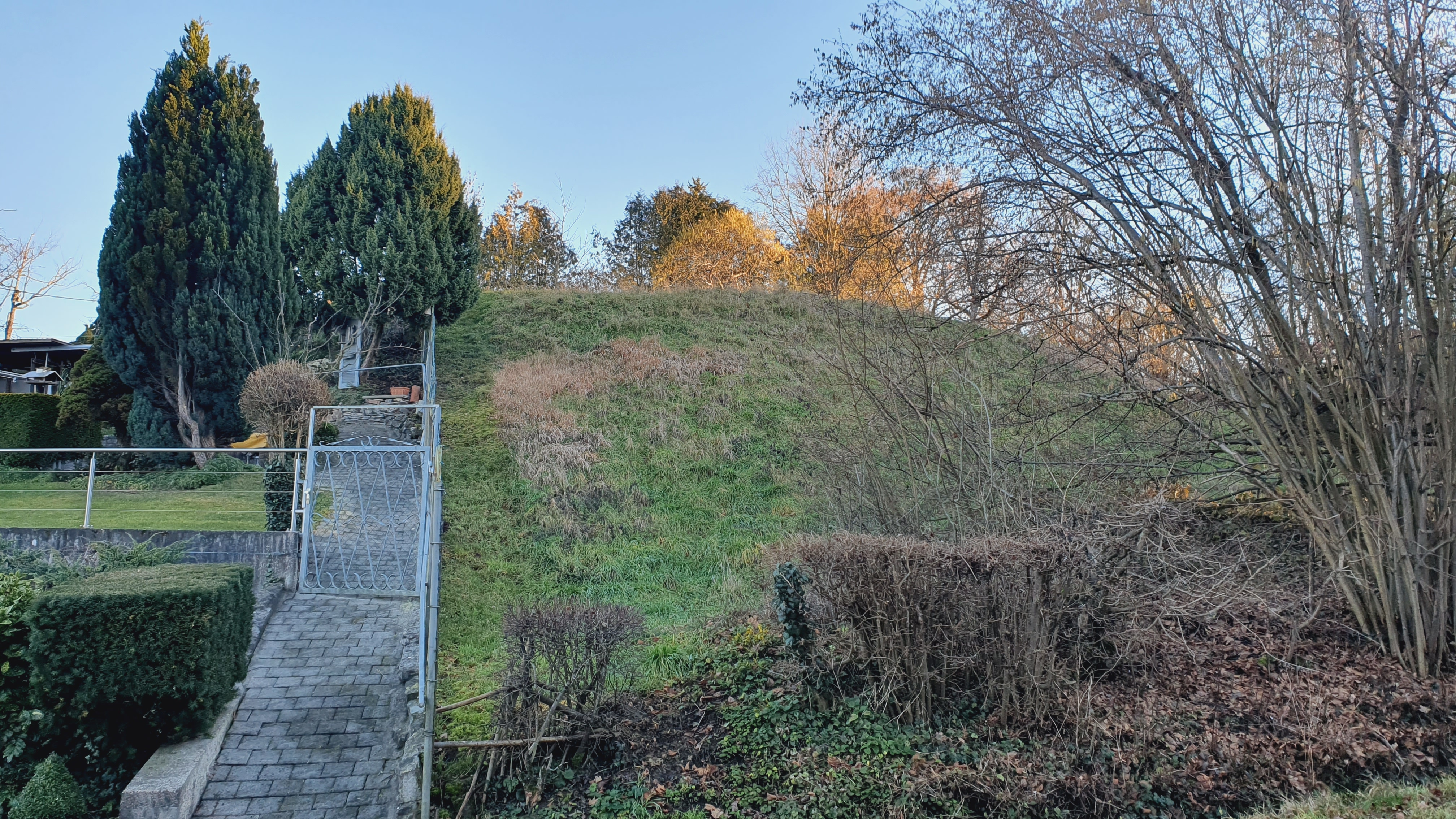
Der Burghügel ist bis zu 2/3 bebaut